# Himno nacional de Escocia
Existen dos himnos nacionales de Escocia que sustituyen al God Save the King, tradicionalmente empleado para representar al Reino Unido. Existen, eso sí, varias candidatas, entre las cuales ha surgido un intenso debate social y político, y algunas de las cuales se emplean ya frecuentemente como himnos en eventos políticos o deportivos. "Flor de Escocia" y "Scotland the Brave", siendo la primera, la que utilizan las selecciones deportivas, y la segunda los ámbitos sociopolíticos nacionalistas.

## Historia de la polémica
Escocia no ha poseído nunca un himno nacional propio. Tras la descentralización de poderes al Parlamento de Escocia en 1998, el gobierno de coalición laborista y liberal decidió que el God Save the King ("Dios salve al Rey"), tradicional himno del Reino Unido, debería seguir siendo empleado para representar a Escocia. Sin embargo, este himno no es popular en determinadas zonas de Escocia, sobre todo por una estrofa, incluida a mediados del siglo XVIII, que incluía el verso Rebellious Scots to crush ("aplastar a los rebeldes escoceses"). Aunque esta estrofa sólo se empleó durante un breve período, y de hecho se refiere más a los jacobitas que a los escoceses en general, ha contribuido a que el God Save the King sea considerado un himno anti-escocés. 
Además, la necesidad de un himno independiente se hace especialmente visible en aquellos actos -por ejemplo, deportivos-, en los que Escocia está representada como entidad independiente del Reino Unido, y en los que es necesario contar con un himno propio. Por ello, en los últimos años han surgido varias canciones candidatas, que cuentan con distintos niveles de aceptación, aunque ninguna haya alcanzado la oficialidad.

## Canciones candidatas
Las dos candidatas más populares para ser empleadas como himno de Escocia son Flower of Scotland y Scotland the Brave, aunque también hay otras como Scots Wha Hae, A Man's a Man for a' that, Freedom Come-All-Ye, Both sides the Tweed, Caledonia , I'm Gonna Be (500 Miles) o Highland Cathedral.
Cada una de estas canciones tiene por ahora usos distintos. Por ejemplo, Scotland the Brave se emplea actualmente para representar a Escocia en los Juegos de la Commonwealth, mientras que Flower of Scotland suena antes de los partidos de las selecciones de rugby y fútbol. A Man's a Man for a' that, por su parte, fue interpretada por Sheena Wellington en el acto de apertura del nuevo Parlamento de Escocia, aunque no con intención de servir como himno nacional.
En junio de 2006 la Royal Scottish National Orchestra realizó una encuesta online para elegir la canción favorita. Con más de 10 000 votos emitidos, Flower of Scotland resultó la ganadora con el 41% de los votos, seguida por Scotland the Brave con un 29%.
| Canción                   | Votos (%) |
| ------------------------- | --------- |
| Flower of Scotland        | 41%       |
| Scotland the Brave        | 29%       |
| Highland Cathedral        | 16%       |
| A Man's A Man for A' That | 7%        |
| Scots Wha Hae             | 6%        |